# 3854 Џорџ
3854 Џорџ (енгл. 3854 George) је Марсов тројански астероид са средњом удаљеношћу од Сунца која износи 1,892 астрономских јединица (АЈ).
Апсолутна магнитуда астероида је 14,5.